# Egyszerű csoport
A csoportelméletben egyszerű csoportnak nevezzük az olyan csoportot, amelynek nincsen valódi nemtriviális normálosztója. Egyszerű csoportoknak tehát azokat a {\displaystyle G} csoportokat nevezzük, amelyekre {\displaystyle N\triangleleft G\implies N=\{1\}\,{\text{vagy}}\,N=G}.
A véges egyszerű csoportok osztályozása, amely 2008-ban ért véget, a matematika történetének kiemelkedő eredménye.

## Példák
- Egyszerű csoport minden prímrendű ciklikus csoport. Az Abel-csoportok közül csak ezek az egyszerű csoportok.
- Egyszerű csoport az {\displaystyle A_{n}} alternáló csoport minden {\displaystyle n\neq 4}-re (az előző ponthoz képest {\displaystyle n\geq 5} esetén kapunk új csoportokat).
- Az egész számok páros permutációiból álló {\displaystyle A_{\infty }} végtelen alternáló csoport példa végtelen egyszerű csoportra.

## Összefüggés a feloldható csoportokkal
A Feit–Thompson-tétel értelmében a páratlan rendű véges csoportok mindig feloldhatók, ezért egy egyszerű csoport csak akkor lehet páratlan rendű, ha kommutatív, ami csak akkor lehet, ha a csoport prímrendű ciklikus csoport. Az összes többi egyszerű csoport rendje páros.